# Dheliz Álvarez
Pour les articles homonymes, voir Alvarez.
Dheliz Álvarez est une avocate, enseignante et femme politique vénézuélienne, née le 28 août 1982. Elle est l'actuelle ministre vénézuélienne du Commerce national depuis le 19 octobre 2021.